# Kỹ nghệ Ngườm
Kỹ nghệ Ngườm là một kỹ nghệ chế tác công cụ lao động từ đá của người nguyên thủy thời hậu kỳ Đá cũ. Thập niên 1970 và 1980, các nhà khảo cổ học đã liên tục phát hiện các hiện vật mà họ cho là các công cụ nạo được chế tác từ phiến tước bằng đá có niên đại cách ngày nay khoảng 2 vạn năm ở các hang và mái đá phía nam khối núi Bắc Sơn, tiêu biểu là Mái Đá Ngườm, hang Miệng Hổ, hang Na Khù ở xã Thần Sa (Võ Nhai), Nà Coóc ở xã Yên Đĩnh (Chợ Mới), Hang Dơi ở xã Vũ Lễ (Bắc Sơn), Bó Lấm ở xã Bằng Hữu (Chi Lăng), Lạng Nắc ở xã Mai Sao (Chi Lăng), Nà Nông (Chi Lăng), thuộc địa bàn các tỉnh Thái Nguyên, Bắc Kạn và Lạng Sơn. Giáo sư Hà Văn Tấn là người đã lấy địa danh Ngườm đặt tên cho loại kỹ nghệ này.
Người nguyên thủy thời kỳ này đã biết chọn đá cuội sông, suối có góc cạnh, hạt đá mịn để tước thành mảnh có kích cỡ khoảng 5 cm và tu chỉnh thành công cụ có mũi nhọn hình lá, hình nửa vỏ trùng trục hoặc hình tam giác. Những công cụ làm từ mảnh tước đá này được sử dụng vào các loại lao động nhẹ như cắt, khứa, nạo, cạo, dùi, đâm. Ngoài các công cụ làm từ mảnh tước, các nhà khảo cổ còn phát hiện thấy một tỷ lệ nhỏ hơn các công cụ làm từ hạch cuội có hình dáng không ổn định có lẽ dùng trong các hoạt động lao đọng nặng như chặt, đẽo. Kỹ nghệ Ngườm được cho là khác với kỹ nghệ cuội đồ đá lớn trong các nền văn hóa Sơn Vi, Bắc Sơn, Hòa Bình.
Về niên đại, các công cụ được phát hiện có niên đại cách nay hơn 23 nghìn năm.